# Iglesia de San Pedro Apóstol (Daimiel)
La iglesia parroquial de San Pedro Apóstol de Daimiel nació como consecuencia del crecimiento de la población de la localidad. Las autoridades de la época pidieron licencia al emperador Carlos I para construir otra iglesia parroquial, a lo que el monarca accedió y dio autorización en Valladolid el 10 de febrero de 1542. Posteriormente, las Relaciones Topográficas de Felipe II se referirían a la iglesia como:

(...) hasta doze años ha que se hizo otra parrochia que se dize Señor Sant Petro, esta Iglesia no está acabada, que le falta más de la mitad del cuerpo della e la torre de quel pueblo padece mucha necesidad porques mucha la gente e ay mucha apretura e tiene falta de ornamentos, que ay pocos, y de otras muchas cosas para el servicio de la dicha Iglesia. No hay capillas en ella de ningún particular
A. Sarría Sureda

En el año 1587 el Ayuntamiento impulsó la terminación de las obras, pero la parroquia funcionaba desde 1563, ya que existen partidas de bautismo de esa fecha.
Las características de la parroquia de San Pedro son: planta de cruz latina, de orden dórico, bóvedas de ladrillo, arcos torales de cantería y suelo de baldosas de alfarería, que se encuentran a día de hoy cubiertas por madera. Las bóvedas llevan una sencilla crucería, que es estrellada en el crucero y el ábside. En las columnas de estos hay restos muy deterioraos de bustos y un jarrón de flores, así como, en la parte superior izquierda del crucero, hay unas cabezas sosteniendo las basas de los arcos conocidos desde antiguo como “los sátiros”.
Las puertas eran tres: la que esta a los pies de la nave, de estilo renacentista, que fue restaurada no hace muchos años. La principal o del Sol, que estaba formada por dos arcos bajo soportales, a los pies de la cual existía una tumba de un sacerdote desconocido, y que fue removida en la guerra civil, pasada la cual se constituyó la nueva configuración de la puerta. La otra puerta, que actualmente no se utiliza, llamada de la Umbría, por donde se accedía a través de una verja.
La torre es de planta cuadrada, y su final de forma octogonal. Estuvo coronada por un reloj de cuatro esferas hasta el año 1909.
El retablo original era dorado, de estilo churrigueresco, y fue destruido en 1936 durante la guerra civil. El actual, es obra de Alfredo Lerga y se inauguró en 1948. Ese mismo año, la parroquia de San Pedro fue consagrada por el obispo Emeterio Echevarría Barrena, siendo la única iglesia de Daimiel que goza con este privilegio. Signo de aquello son las cruces rojas de mármol que jalonan toda la nave. El retablo está coronado por una imagen de San Pedro, obra de los hermanos Rivas, bajo él, la imagen de Nuestra Señora de Ureña.
El ábside está cubierto por cuatro cuadros del pintor local Juan D'opazo y en la parte superior por cuatro tablas que representan a santos manchegos, obra de Alfredo Lerga.
Actualmente posee en su interior importantes imágenes correspondientes a pasos de Semana Santa, de los que destacan Nuestra Señora de la Amargura, el Cristo del Consuelo, y el Sepulcro, obras del afamado escultor sevillano Antonio Castillo Lastrucci, así como otras de gran belleza como por ejemplo el Santísimo Cristo de la Columna.
Fue declarada bien de interés cultural con categoría de monumento el 28 de septiembre de 1989.